# Impatiens scitula
Impatiens scitula är en balsaminväxtart som beskrevs av Joseph Dalton Hooker. Impatiens scitula ingår i släktet balsaminer, och familjen balsaminväxter. Inga underarter finns listade i Catalogue of Life.